# Francisco d'Andrade

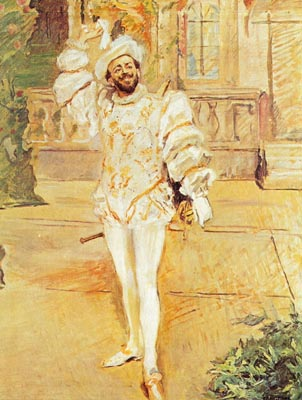
Francisco d'Andrade som Don Juan, i Mozarts Don Giovanni. Målning av Max Slevogt 1902.

Francisco (eller Francesco) d'Andrade, född den 11 januari 1859 i Lissabon, död den 8 februari 1921 i Berlin, var en portugisisk operasångare (baryton). d'Andrade ansågs skicklig på att kombinera sin sång med sceniskt framträdande.

## Biografi
d'Andrade studerade först juridik, men ägnade sig därefter åt sång med lärare som Corrado Miraglia och Sebastiano Ronconi i Milano. Han debuterade 1882 i San Remo. År 1885 engagerades han vid Covent Garden i London, och var även verksam i Italien, Spanien, Portugal och Ryssland samt Berlin och Stockholm. Bland hans främsta roller märks Rigoletto, Wilhelm Tell, Jago i Othello, Tonio i Pajazzo, Figaro i Barberaren i Sevilla, Almaviva i Figaros bröllop och titelrollen i Don Giovanni.
d'Andrade gjorde endast ett fåtal skivinspelningar, samtliga för bolaget Lyrophon (senare återutgivna på bland annat Odeon).